# اوستیه کوری
اوستیه کوری (به لاتین: Ustye Kury) یک منطقه مسکونی سابق در جمهوری آذربایجان است که در شهرستان نفت‌چاله واقع شده‌است.